# Judarnas historia i Lettland
Judarnas historia (lettiska: Ebreju vēsture Latvijā) i det som idag är Lettland går tillbaka till 1500-talet med en judisk gemenskap som slog sig ned i Piltene i Kurland.
På 1700-talet skedde en tillströmning av judar från Preussen, och den judiska befolkningen i Kurland växte från 4 500 år 1799 till 23 000 år 1835. Vid början av 1900-talet bodde 93 000 judar i Lettland varav hälften i Riga samtidigt som vissa städer, t.ex. Sasmaka, hade en övervägande judisk majoritetsbefolkning. Efter förintelsen i Lettland och under sovjettiden flyttade många judar från Lettland.
Enligt folkräkningen 2011 fanns 6 437 judar i Lettland.